# ブレク・シェイ
ブレク・シェイ（Brek Shea 、1990年2月28日 - ）は、アメリカ合衆国テキサス州カレッジステーション出身の元プロサッカー選手。現役時代のポジションはFW（WG）。

## 経歴

### クラブ
2008年のMLSスーパードラフトで、2人目にFCダラスの指名を受け入団。4月20日のチーヴァスUSA戦でプロデビューを果たした。
2013年1月31日、イングランド・プレミアリーグのストーク・シティFCに移籍金250万ポンドで移籍、4年半契約を締結した。
2014年12月19日、アメリカに帰国しオーランド・シティSCと契約を締結した。
2017年2月27日、ジレス・バーンズとのトレードでバンクーバー・ホワイトキャップスに移籍。
2018年12月30日、アトランタ・ユナイテッドFCと1年契約で移籍。
2020年6月25日、インテル・マイアミCFに移籍。
2023年5月4日、現役引退を表明した。

### 代表
ユース年代からアメリカ合衆国代表に選出されている。2009年にはトリニダード・トバゴで開催されたCONCACAF U-20選手権2009に参加した。
2010年9月のコロンビア戦でフル代表初招集&初出場。2013 CONCACAFゴールドカップでは2ゴールを挙げ優勝に貢献した。

## タイトル

### 代表
- CONCACAFゴールドカップ (1): 2013

### 個人
- MLSベストイレブン: 2011
- USサッカー男子若手最優秀選手: 2011